# ネイティヴストリート
ネイティヴストリート（欧字名:Native Street、1963年4月4日 - 1986年頃）は、アメリカ合衆国の競走馬、繁殖牝馬。主な勝ち鞍に1966年のケンタッキーオークス。

## 生涯
1963年、フロリダ州のフォーティオークス牧場でチャールズF.キーザーによって生産された。1965年、ファシグ・ティプトンの2歳セールでエイブラハム・"ブッチ"・サヴィンが4万ドルで購入し、レス・リアが調教した。
初年度はアストリアステークスとソロリティステークスを優勝。翌1966年には、後のアメリカ最優秀3歳牝馬であるレディピットを下して優勝したケンタッキーオークスなど、7勝（うちステークス競走4勝）を挙げた。この年をもって引退し、繁殖入り。
繁殖牝馬としては15頭を生産。うち12頭がデビューし、11頭が勝ち上がった。主な産駒に、1973年フロリダダービー勝ち馬のロイヤルアンドリーガル（父ヴェイグリーノーブル）がいる。
1986年に不受胎とあるのがネイティヴストリートに関する最後の記録で、それ以降の消息は不明。

## 主要なファミリーライン
牝系図の主要な部分（G1級競走優勝馬、日本のグレード制重賞優勝馬、その他個別記事のある馬）は以下の通り。*は日本に輸入された馬。
- Native Street 1963
  - Royal And Regal 1970（フロリダダービー）
  - Street's Glory 1972 
    - Fager's Glory 1976 ---→ファーガーズグローリー系へ

  - Prospector's Fire 1976
    - *ドージング 1984（スプリントカップ）
    - Fire the Groom 1987（ビヴァリーD・ステークス）
      - *ストラヴィンスキー 1996（ナンソープステークス、ジュライカップ）
      - Golden Flair 2010
        - *フルフラット 2017（サウジダービー）

  - Mr. P's Girl 1978
    - *サンダードーム 1983
      - トーヨーリファール 1990（ニュージーランドT4歳Sなど重賞3勝）

    - Aunt Pearl 1989
      - Pearl of Love 2001（イタリアグランクリテリウム）

### ファーガーズグローリー系
- Fager's Glory 1976
  - Glorious Reason 1981
    - Hail Secreto 1988
      - Bandido Secreto 2002（ブラジル共和国大統領大賞）

  - Doctor Bid 1986
    - Doctor's Glory 1992
      - Holistic 2009
        - Diagnostic 2014
          - White Birch 2020（タタソールズゴールドカップ）

  - Rahaam 1987
    - Persian Secret 1993
      - Do The Honours 1998
        - Waitress 2008
          - Cross Counter 2015（メルボルンカップ）

        - Miss Kenton 2011
          - *ダーリントンホール 2017（共同通信杯）

    - Cassandra Go 1996
      - Theann 2004
        - Photo Call 2011（ロデオドライブステークス、ファーストレディステークス）

      - Halfway To Heaven 2005（アイリッシュ1000ギニーなどGI3勝）
        - *ロードデンドロン 2014（フィリーズマイルなどGI3勝）
          - Auguste Rodin 2020（ダービーステークス、ブリーダーズカップ・ターフなどGI6勝）

        - Magical 2015（アイリッシュチャンピオンステークス2回などGI7勝）

      - Tickled Pink 2009
        - Victoria Road 2020（ブリーダーズカップ・ジュヴェナイルターフ）

  - *ファーガーズプロスペクト 1990
    - ゴッドインチーフ 1996
      - ゴッドビラブドミー 2004
        - ミューチャリー  2016（JBCクラシック）

      - オメガカリビアン 2005
        - オヤコダカ 2012（ブリーダーズゴールドJrCなど地方重賞11勝）

    - オメガスピリット 2001
      - ヌーヴォレコルト 2011（優駿牝馬など重賞4勝）
        - *イングランドアイズ 2020 (小倉記念)

- 出典：牝系検索α

## 血統表
| ネイティヴストリートの血統 | ネイティヴストリートの血統           | ネイティヴストリートの血統           | （血統表の出典）                     | （血統表の出典） |
| 父系                       | ネイティヴダンサー系（ファラリス系） | ネイティヴダンサー系（ファラリス系） | ネイティヴダンサー系（ファラリス系） |                  |
| 父 Native Dancer 芦毛 1950 | 父の父Polynesian 黒鹿毛 1942         | Unbreakable                          | Sickle                               | Sickle           |
| 父 Native Dancer 芦毛 1950 | 父の父Polynesian 黒鹿毛 1942         | Unbreakable                          | Blue Glass                           |                  |
| 父 Native Dancer 芦毛 1950 | 父の父Polynesian 黒鹿毛 1942         | Black Polly                          | Polymelian                           | Polymelian       |
| 父 Native Dancer 芦毛 1950 | 父の父Polynesian 黒鹿毛 1942         | Black Polly                          | Black Queen                          |                  |
| 父 Native Dancer 芦毛 1950 | 父の母Geisha 芦毛 1943               | Discovery                            | Display                              | Display          |
| 父 Native Dancer 芦毛 1950 | 父の母Geisha 芦毛 1943               | Discovery                            | Ariadne                              |                  |
| 父 Native Dancer 芦毛 1950 | 父の母Geisha 芦毛 1943               | Miyako                               | John P. Grier                        | John P. Grier    |
| 父 Native Dancer 芦毛 1950 | 父の母Geisha 芦毛 1943               | Miyako                               | La Chica                             |                  |
| 母 Beaver Street 鹿毛 1953 | 母の父My Babu 鹿毛 1945              | Djebel                               | Tourbillon                           | Tourbillon       |
| 母 Beaver Street 鹿毛 1953 | 母の父My Babu 鹿毛 1945              | Djebel                               | Loika                                |                  |
| 母 Beaver Street 鹿毛 1953 | 母の父My Babu 鹿毛 1945              | Perfume                              | Badruddin                            | Badruddin        |
| 母 Beaver Street 鹿毛 1953 | 母の父My Babu 鹿毛 1945              | Perfume                              | Lavendula                            |                  |
| 母 Beaver Street 鹿毛 1953 | 母の母Wood Fire 鹿毛 1947            | Bois Roussel                         | Vatout                               | Vatout           |
| 母 Beaver Street 鹿毛 1953 | 母の母Wood Fire 鹿毛 1947            | Bois Roussel                         | Plucky Liege                         |                  |
| 母 Beaver Street 鹿毛 1953 | 母の母Wood Fire 鹿毛 1947            | Blue Smoke                           | Blue Peter                           | Blue Peter       |
| 母 Beaver Street 鹿毛 1953 | 母の母Wood Fire 鹿毛 1947            | Blue Smoke                           | Fireplace                            |                  |
| 母系(F-No.)                | (FN:3-d)                             | (FN:3-d)                             | (FN:3-d)                             | [ § 2 ]          |
| 5代内の近親交配            | アウトブリード                       | アウトブリード                       | アウトブリード                       | [ § 3 ]          |
| 出典                       | 1. 2. 3.                             | 1. 2. 3.                             | 1. 2. 3.                             | 1. 2. 3.         |

- 全妹ストリートダンサーの孫にフリートストリートダンサー（ジャパンカップダート）。